# 1096 w polityce

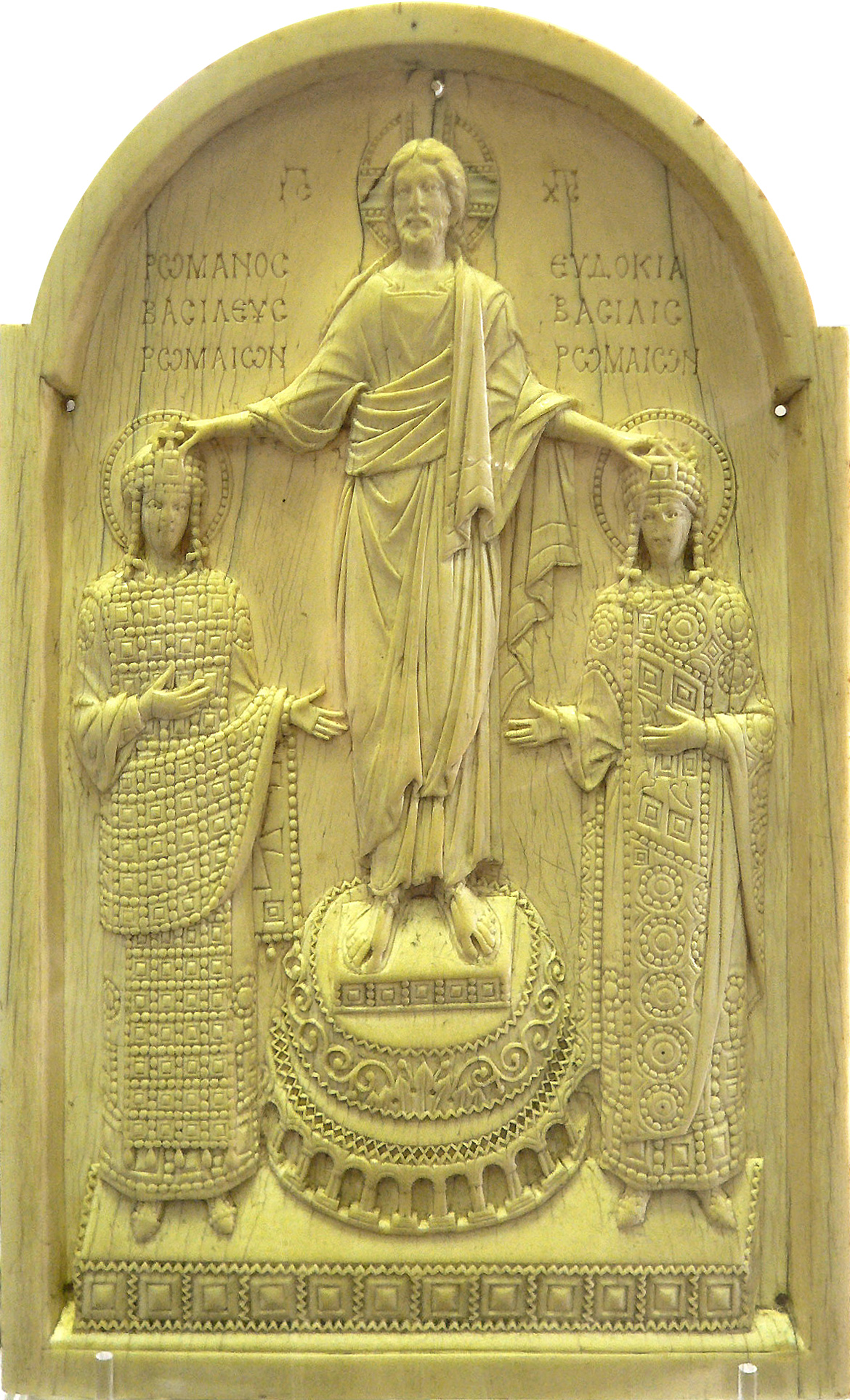
Roman IV i Eudoksja

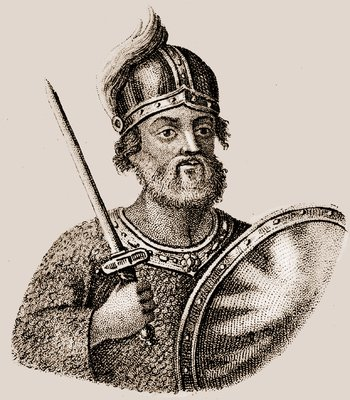
Izjasław II Pantelejmon

Wydarzenia polityczne w 1096 roku.

## Wydarzenia
- Klęska krucjaty ludowej w Azji Mniejszej[1][2].
- I wyprawa krzyżowa[3].
- 23 grudnia krzyżowcy docierają do Konstantynopola[4].

## Urodzili się
- Izjasław II Pantelejmon, syn Mścisława I Haralda, wielki książę kijowski w latach (1146–54)[5].
- 15 stycznia Teodora Komnena Angelina, córka cesarza Aleksego I Komnena[6], księżniczka bizantyjska.

## Zmarli
- Eudoksja Makrembolitissa, cesarzowa bizantyjska[7].